# Confusion (New-Order-Lied)
Confusion ist ein Popsong der britischen Gruppe New Order, die im August 1983 als Single auf dem britischen Label Factory Records (Katalognummer FAC 93) erschien. Sie war die Nachfolgesingle zum Überhit Blue Monday, der im März 1983 erschienen war. Das Stück wurde vom New Yorker DJ Arthur Baker produziert. Confusion erreichte bei der Erstveröffentlichung 1983 den 12. Platz der britischen Charts und konnte auch in Australien, Irland und Neuseeland die offiziellen Charts erreichen.
Als Techno-Remix von Pump Panel wurde das Stück in der Anfangsszene des Actionfilms Blade (1998) verwendet. Samples des Pump-Panel-Remixes fanden unter anderem in den Stücken Play it Louder von Randy Katana, Operation Blade von Public Domain und Phat Bass von Warp Brothers & Aquagen Verwendung.

## Video
Das Video zur Single zeigt Live-Aufnahmen von Konzerten der Band und Bilder des Nachtlebens von New York City.

## Titelliste

### FAC 93 (Factory Records, 1983)
1. Confusion (8:12)
2. Confusion Beats (5:19)
3. Confused Instrumental (7:38)
4. Confusion (Rough Mix) (8:04)

### QAL-249 (Minimal Records, 1990)
1. Confusion (Alternativer Mix) (5:30)
2. Confusion (Essential Mix) (5:10)
3. Confusion (Trip 1-Ambient Confusion) (3:40)
4. Confusion (Accapella) (1:17)
5. Confusion (Con-om-fus-ars-ion) (7:05)
6. Confusion (Ooh-Wee Dub) (6:50)

### FCD260 (ffrr, 1995)
1. Confusion (Pump Panel Reconstruction Mix) (10:11)
2. Confusion (Pump Panel Flotation Mix) (9:15)

### WACKT002 (Whacked Records, 2002)
1. Confusion (Koma And Bones Edit) (3:45)
2. Confusion (Arthur Baker 2002 Edit) (3:09)
3. Confusion (Electroclash Edit) (3:40)
4. Confusion (Outputs Nu-Rocktro Edit) (3:41)
5. Confusion (Asto Dazed Edit) (4:22)